# RFU Championship Cup
La RFU Championship Cup fue una competición anual de rugby organizada por la Rugby Football Union en la que compitieron los 11 clubes del Championship, la segunda competencia del rugby de Inglaterra.
Actualmente desde la temporada 2023-24 los clubes del RFU Championship participan en la Premiership Rugby Cup.

## Historia
El primer campeón de la competición fue el Ealing Trailfinders al vencer 23 a 17 al London Irish.
Posteriormente en 2020, la edición 2019-20 fue cancelada debido a factores relacionados con la pandemia de COVID-19.

## Campeones y finalistas
| Año     | Campeón                               | Resultado                             | Subcampeón                            | Estadio                               | Asistencia                            |
| ------- | ------------------------------------- | ------------------------------------- | ------------------------------------- | ------------------------------------- | ------------------------------------- |
| 2018-19 | Ealing Trailfinders                   | 23 - 17                               | London Irish                          | Trailfinders Sports Ground            | 3.627                                 |
| 2019-20 | Cancelado por la pandemia de COVID-19 | Cancelado por la pandemia de COVID-19 | Cancelado por la pandemia de COVID-19 | Cancelado por la pandemia de COVID-19 | Cancelado por la pandemia de COVID-19 |
| 2021-22 | Ealing Trailfinders                   | 19 - 13                               | Coventry RFC                          | Trailfinders Sports Ground            | 2.400                                 |
| 2022-23 | Ealing Trailfinders                   | 35 - 31                               | Jersey Reds                           | Trailfinders Sports Ground            | 1.225                                 |

## Palmarés
| Club                | Títulos | Subcampeonatos |
| ------------------- | ------- | -------------- |
| Ealing Trailfinders | 3       |                |
| London Irish        |         | 1              |
| Coventry RFC        |         | 1              |
| Jersey Reds         |         | 1              |